# Melanotus pygmaeus
Melanotus pygmaeus là một loài bọ cánh cứng trong họ Elateridae. Loài này được Stepanov miêu tả khoa học năm 1930.